# Madeleine Martin (Schauspielerin, 1993)

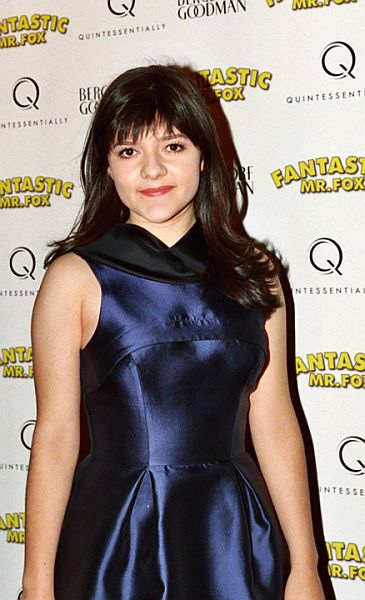
Madeleine Martin (2009)

Madeleine Martin (* 15. April 1993 in New York City) ist eine US-amerikanische Schauspielerin, Sängerin und Synchronsprecherin.

## Leben
Madeleine Martin begann ihre Schauspielkarriere im Alter von sieben Jahren mit einer Rolle an der Seite von Richard Chamberlain in einem Revival des Musicals The Sound of Music am Broadway in New York. 2003 spielte sie die Hauptrolle in einer Neufassung des Stücks A Day In The Death Of Joe Egg von Peter Nichols und präsentierte im selben Jahr als jüngste Moderatorin aller Zeiten die Tony Awards. Ihre erste Fernsehrolle hatte sie im selben Jahr in einer Folge von Law & Order und ist seitdem häufiger als Gaststar in amerikanischen Serien zu sehen. Als Sprecherin übernahm sie von 2003 bis 2006 die Rolle der Hauptfigur in der Trickfilmserie Jojos Zirkus. 2005 spielte Martin in Martin McDonaghs Stück The Pillowman. Ihr Filmdebüt hatte sie 2006, als sie einige Stimmen in der englischen Fassung des Animationsfilms Ice Age 2 übernahm. In den Jahren 2007 und 2008 spielte Martin mit zwei unterschiedlichen Besetzungen in Tracy Letts’ Stück August: Osage County mit und wurde mit dem National Youth Theater Award als beste Nebendarstellerin ausgezeichnet. Von 2007 bis 2014 stand sie in Los Angeles für die Fernsehserie Californication vor der Kamera. Madeleine Martin besuchte die School of American Ballet in New York und hatte mehrere Auftritte mit dem New York City Ballet. Sie musste ihre Tanzausbildung jedoch auf Grund der häufigen Dreharbeiten außerhalb von New York abbrechen. In der zweiten Staffel der Netflix-Serie Hemlock Grove ersetzt sie Nicole Boivin als Shelley Godfrey, die diese Rolle in der ersten Staffel innehatte.

## Theater
- 1998–1999: The Sound of Music
- 2003: A Day In The Death Of Joe Egg
- 2005: The Pillowman
- 2007–2008: August: Osage County

## Filmografie (Auswahl)
- 2003, 2008: Law & Order (Fernsehserie, 2 Episoden)
- 2003–2011: Jojos Zirkus (Fernsehserie, 23 Episoden)
- 2004: Law & Order: Special Victims Unit (Fernsehserie, Episode 5x19)
- 2005: Hope and Faith (Fernsehserie, Episode 2x18)
- 2006: Ice Age 2 – Jetzt taut’s (Ice Age: The Meltdown, Stimme)
- 2007: Night of the Living Cat Girl
- 2007–2014: Californication (Fernsehserie, 68 Episoden)
- 2010: Legendary – In jedem steckt ein Held (Legendary)
- 2011, 2013–2017: Adventure Time – Abenteuerzeit mit Finn und Jake (Adventure Time, Fernsehserie, 5 Episoden, Stimme)
- 2012: Criminal Minds (Fernsehserie, Episode 7x19)
- 2012: The Discoverers
- 2012: Refuge
- 2014: My Daughter Must Live (Fernsehfilm)
- 2014: Good Wife (The Good Wife, Fernsehserie, Episode 6x08)
- 2014–2015: Hemlock Grove (Fernsehserie, 18 Episoden)
- 2019: The Marvelous Mrs. Maisel (Fernsehserie, 3 Episoden)
- 2020: What We Do in the Shadows (Fernsehserie, Episode 2x06)